# Geschubde kwartel
De geschubde kwartel of blauwschubbenkwartel (Callipepla squamata) is een vogel uit de familie Odontophoridae. De wetenschappelijke naam van de soort is voor het eerst geldig gepubliceerd in 1830 door Vigors.

## Kenmerken
Het haantje is aan de kop grijsachtig blauw met kleine bruine vlekjes bij het oor. Voorhoofd en wangen zijn ook grijs. De naar achteren gerichte kuif is donkerbruin met kort op elkaar staande kleine witte punten. De hals, bovenzijde rug, borst en flanken zijn grijsachtig met bruinzwarte veerzomen. De keel en kin zijn geelachtig. Op de borst, de buik en het onderlichaam bevindt zich een schelpvormige bruine tekening. De vleugels en overige bovenzijde is bruinachtig grijs. De staart is grijs, de ogen bruin, de poten bruingrijs en de bek donker grijszwart. Het hennetje is aan de keel donkerder van kleur door de bruinzwarte veerschachten. De lichaamslengte bedraagt ongeveer 25 centimeter.

## Voorkomen
De soort telt vier ondersoorten:
- C. s. pallida: de zuidwestelijke Verenigde Staten en noordwestelijk Mexico.
- C. s. hargravei: de zuidelijk-centrale Verenigde Staten.
- C. s. castanogastris: zuidelijk Texas en noordoostelijk Mexico.
- C. s. squamata: noordelijk en het noordelijke deel van Centraal-Mexico.

## Beschermingsstatus
De totale populatie is in 2019 geschat op 5,1 miljoen volwassen vogels. Op de Rode Lijst van de IUCN heeft de soort de status niet bedreigd.